# Biochar

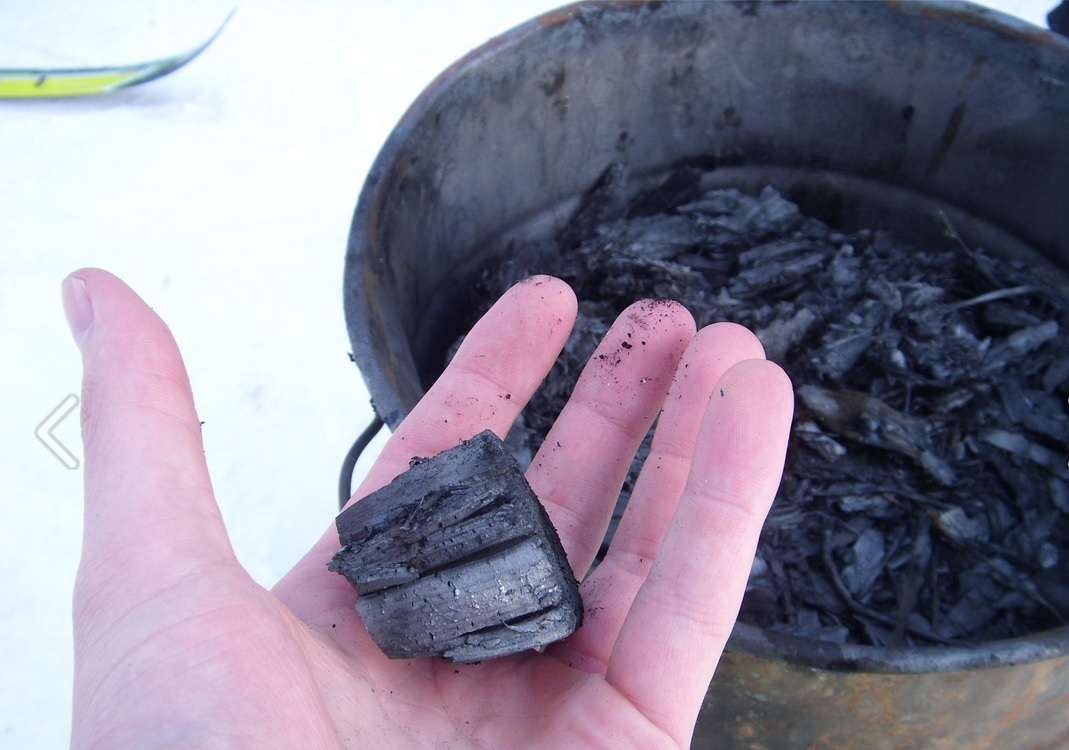
Carbón vegetal.

Biochar (de origen inglés, a partir de bio- y charcoal, "carbón vegetal"; también llamado 'biocarbón' en español) es el nombre que recibe el carbón vegetal cuando es empleado como enmienda para el suelo. Es decir, es biomasa de origen vegetal procesada por medio de la pirólisis (quema).
Este uso del carbón se está investigando como una forma de secuestrar carbono para reducir las emisiones de dióxido de carbono. Por lo tanto, este sistema tiene el potencial de ayudar a mitigar el cambio climático.
Se afirma que el biochar puede incrementar la fertilidad en suelos ácidos (suelos con bajo pH), incrementar la productividad agrícola y brindar protección contra algunas enfermedades foliares y edáficas. Además, se dice que podría ayudar a reducir la presión que se viene ejerciendo sobre los bosques. El biochar es un material estable, rico en carbono, y puede perdurar en el suelo durante miles de años.

## Historia
Los indígenas precolombinos de la Amazonia crearon un suelo de gran productividad conocido como tierra negra amazónica (en portugués: terra preta), que entre otros componentes contenía carbón vegetal. No está claro si este carbón se incorporaba al suelo con la intención de mejorar sus propiedades o de si se trata de un fenómeno accidental. Lo producían aplicando combustión latente con sus desechos agrícolas (por ejemplo, cubriendo vegetación ardiente con tierra) en fosas o trincheras.
Siguiendo observaciones y experimentos, un equipo de investigadores en la Guayana francesa planteó la hipótesis de que la lombriz de tierra amazónica Pontoscolex corethrurus podría ser la agente principal en el proceso de pulverización e incorporación de los restos de carbón a la capa mineral del suelo.
El término 'biochar' fue acuñado por Peter Read para definir el carbón usado como mejora del suelo.

## Producción
El biochar es un residuo alto en carbono y de grano fino que hoy en día es producido a través de modernos procesos de pirolisis, que es una descomposición directa de la biomasa por medio del calor y en ausencia de oxígeno —lo cual evita la combustión— para obtener una serie de productos sólidos (biochar), líquidos (biocombustible) y gaseosos (gas sintetizado). El rendimiento específico de la pirolisis depende de las condiciones del proceso, como la temperatura, y puede ser optimizado para producir tanto energía como biochar. Temperaturas de 400–500 °C (752–932 °F) producen más carboncillo, mientras que temperaturas sobre 700 °C (1,292 °F) favorecen el rendimiento de los componentes líquidos y en gas para combustible. La pirolisis ocurre más rápidamente con temperaturas más altas, típicamente requiere segundos en lugar de horas. Pirolisis de altas temperaturas también son conocidas como gasificación, y primordialmente producen gas sintetizado. Los rendimientos típicos son 60% de biocombustible, 20% de biochar y 20% gas sintetizado. En comparación, pirolisis lentas pueden producir sustancialmente más carboncillo (~50%). Una vez iniciados, ambos procesos generan energía neta. Para entradas típicas, la energía necesaria para correr un pirolizador 'rápido' es de aproximadamente el 15% de la energía que sale. Plantas modernas de pirolisis pueden usar el gas sintetizado que generan por medio del mismo proceso pirolítico y sacar de 3 a 9 veces la cantidad de energía necesaria para su funcionamiento.
El método amazónico de fosa y trinchera no produce ni biocombustible ni gas sintetizado y libera hacia el aire una gran cantidad de CO2, carbono negro, entre otros gases de invernadero (GEI) y potencialmente, toxinas. Los sistemas a escala comercial procesan desechos agrícolas, subproductos del papel e incluso desechos municipales y normalmente eliminan estos efectos secundarios al capturar y emplear los productos líquidos y gaseosos.

### Sistemas móviles, centralizados y descentralizados
En un sistema centralizado, toda la biomasa de una región es llevada a una planta central de procesamiento. Alternativamente, cada agricultor o grupo de agricultores pueden operar un kiln de baja tecnología. Y finalmente, un camión equipado con un pirolizador puede moverse de un lugar a otro para pirolizar biomasa. La potencia del vehículo viene del flujo de gas sintetizado mientras que el biochar permanece en la finca. El biocombustible es enviado a una refinería o sitio de almacenamiento. Factores que influyen en la elección del tipo de sistema incluyen el costo del transporte de los subproductos sólidos y líquidos, la cantidad de material que va a ser procesado y la capacidad de alimentar directamente al sistema eléctrico.
Para cultivos que no son exclusivamente para producción de biochar, la proporción de residuo/producto (PRP) y el factor de colección (FC) —el porcentaje de residuos que no se emplean para otras cosas—, miden la cantidad aproximada de materia prima que puede ser obtenida por pirólisis tras cosechar los productos primarios. Por ejemplo, Brasil cosecha aproximadamente 460 millones de toneladas de caña de azúcar anualmente, con un PRP de 0.30 y un FC de 0.70 en ápices foliares de caña de azúcar que normalmente son quemados en el campo. Esto traduce aproximadamente 100 millones de toneladas de residuo anual que podría ser pirolizado para generar energía y crear aditivos para el suelo. Si se añadiera el bagazo (desechos de la caña) (PRP=0.29 FC=1.0), que por el contrario es ineficientemente quemado en calderas, se incrementaría el total hasta 230 millones de toneladas de materia prima para pirolisis. Sin embargo, algunos residuos de las plantas deben permanecer en el suelo para evitar incremento en los costos y emisiones provenientes de los fertilizantes nitrogenados.
Las tecnologías de pirolisis para procesamiento de biomasa foliar producen tanto biochar como gas sintetizado.

### Despolimerización termo-catalítica
De manera alternativa, la despolimerización termo-catalítica que utiliza microondas, recientemente ha sido usada de manera eficiente para convertir materia orgánica en biochar a escala industrial, produciendo ~50% de carboncillo.

## Usos

### Sumidero de carbono
La quema y descomposición natural de biomasa y en particular los desechos agrícolas envían grandes cantidades de CO
2 a la atmósfera. Dado que el biochar es un material estable, fijo, puede almacenar enormes cantidades de gases de invernadero en el suelo durante siglos, reduciendo potencialmente el aumento en los niveles de gases de invernadero atmosférico; al mismo tiempo, su presencia en la tierra puede mejorar la calidad del agua, incrementar la fertilidad del suelo, elevar la productividad agrícola y reducir la presión sobre los bosques vírgenes.
El biochar puede secuestrar carbono en el suelo por cientos y hasta miles de años, como el carbón mineral.  Una tecnología de carbono negativo impulsaría una retirada neta de CO2 de la atmósfera, al mismo tiempo que se produce y consume energía.”[cita requerida] Esta técnica es recomendada por prominentes científicos como James Hansen, director del Instituto Goddard para estudios espaciales de la NASA, o James Lovelock, creador de la hipótesis Gaia para la mitigación del calentamiento global a través de la remediación de gases de efecto invernadero.
Los investigadores han estimado que un uso sostenible de biochar podría reducir las emisiones globales netas de dióxido de carbono (CO
2), metano y óxido nitroso hasta en 1.8 Pg de CO
2-C equivalente (CO
2-Ce) por año (12% de las actuales emisiones CO
2-Ce generadas por el hombre; 1 Pg=1 Gt), y las emisiones totales netas durante el transcurso del próximo siglo por 130 Pg CO
2-Ce, sin poner en riesgo la seguridad alimentaria, el hábitat, o la conservación del suelo.

### Enmienda para el suelo
El biochar está reconocido como proveedor de numerosos beneficios para la salud del suelo. Muchos de ellos se deben a su naturaleza extremadamente porosa. Se ha encontrado que tal estructura es muy efectiva para retener tanto agua como nutrientes hidrosolubles. La edafóloga Elaine Ingham resalta la idoneidad del biochar como hábitat para innumerables microorganismos benéficos del suelo. Ella señala que cuando se han incorporado previamente estos microorganismos benéficos el biochar se vuelve una enmienda poderosamente efectiva en la formación de suelos ricos, y por ende, plantas más saludables.
También se ha visto que el biochar es capaz de reducir el filtrado de E-coli a través de suelos arenosos dependiendo de su tasa de aplicación, materias primas, temperatura de la pirolisis, contenido de humedad del suelo, textura de éste y propiedades superficiales de la bacteria.
Para plantas que requieren altos contenidos de potasa y pHs elevados, el biochar puede usarse como enmienda edáfica para mejorar su rendimiento.
EL biochar puede mejorar la calidad del agua, reducir las emisiones edáficas de gases de invernadero, reducir el lixiviado de nutrientes, reducir la acidez del suelo y disminuir la necesidad irrigación, así como la de fertilización. También se encontró en circunstancias muy particulares que el biochar induce respuestas sistémicas en las plantas ante enfermedades fungosas y que mejora la respuesta de las plantas ante otras enfermedades causadas por patógenos originados en el suelo.
Los numerosos impactos del biochar pueden estar condicionados a sus propiedades, así como a la cantidad que se haya aplicado, y todavía se necesita mucha investigación respecto a sus propiedades sobre otras aplicaciones de importancia. Su impacto también puede depender de condiciones regionales incluyendo tipo de suelo, su condición (empobrecido o saludable), temperatura y humedad. Adiciones bajas de biochar en el suelo pueden reducir las emisiones de óxido nitroso N
2O hasta en un 80% y eliminar las emisiones de metano, ambas generadoras más potentes de gases de efecto invernadero que el CO2.
Estudios han reportado efectos positivos del biochar en la producción de cultivos sobre suelos degradados y pobres en nutrientes. El biochar puede ser diseñado con cualidades específicas para atender distintos requerimientos en los suelos. El biochar reduce el lixiviado de nutrientes críticos, estimula en los cultivos un consumo de nutrientes más eficiente, y contribuye a que haya mayor disponibilidad de éstos en el suelo. En cantidades de 10% el biochar redujo los niveles de contaminación en plantas hasta en un 80%, al mismo que tiempo que redujo el contenido total de clordano y DDX en las plantas en un 68 y 79% respectivamente. Por otro lado, debido a su altísima capacidad de absorción, el biochar puede reducir la eficacia de los biocidas aplicados en el suelo que se usan para el control de malezas y enfermedades. En áreas de gran superficie puede ser particularmente problemático sobre este último aspecto; se necesita más investigación sobre los efectos a largo plazo en la adición de biochar dentro de estas condiciones.

### "Corta y carboniza"
Cambiar en Brasil la técnica agrícola de "corta y quema" a una de "corta y carboniza" puede reducir tanto la deforestación de la cuenca amazónica y la emisión de dióxido de carbono, así como incrementar los rendimientos en las cosechas. El "corta y quema" deja sólo un 3% de carbono del material orgánico en el suelo.
"Corta y carboniza" puede mantener hasta un 50% del carbono en una forma altamente estable. Incorporar biochar en el suelo en lugar de removerlo todo para producción de energía reduce la necesidad de fertilizantes nitrogenados, ahorrando costos y emisiones por la producción, transporte y utilización de fertilizantes. Al mejorar la disposición del suelo para ser cultivado, éstos logran sostener buenas producciones de manera indefinida, mientras que los suelos no enriquecidos se vuelven rápidamente deficitarios de nutrientes, obligando a los agricultores a abandonar los campos y produciendo un ciclo continuo de "corta y quema", además de la progresiva pérdida del bosque tropical. Usando pirolisis para producir bioenergía también está el beneficio agregado de no requerir los cambios en infraestructura que, por ejemplo, el procesamiento de biomasa para etanol celulósico realiza. Adicionalmente, el biochar producido podría ser utilizando por la maquinaria que actualmente se emplea para labrar el suelo, o por los equipos para fertilización.

### Retención de agua
EL biochar es un material muy valioso para el suelo en muchas locaciones debido a su capacidad de atraer y retener agua. Esto es posible debido a su estructura porosa y su área de gran superficie. Como resultado, nutrientes, fósforos y agroquímicos son retenidos para beneficio de las plantas. Todo esto redunda en plantas más saludables y menos lixiviación de fertilizantes sobre la superficie y hacia las aguas subterráneas.

### Producción de energía: biocombustible y gas sintetizado
Las unidades móviles de pirolisis pueden ser usadas para disminuir los costos de transporte de biomasa si el biochar es reincorporado al suelo y la corriente de sintegas se usa para mover el proceso. No obstante los biocombustibles contienen ácidos orgánicos que son corrosivos para los contenedores de acero, poseen un alto contenido de vapor de agua que perjudica la ignición, y a menos que se limpien cuidadosamente, pueden contener partículas de biochar que bloquearían los inyectores.
Si el biochar se emplea para la producción de energía más que para enmendar el suelo, puede sustituirse por cualquier aplicación que utilice carbón mineral. La pirolisis puede llegar a ser el mayor medio costo-efectivo para generar electricidad a partir de biomaterial.

## Beneficios directos e indirectos
- La pirolisis de bosque o de biomasa derivada de los residuos agrícolas genera un biocombustible sin par, aunado a la producción de cultivos.
- El biochar es un subproducto de la pirolisis que puede ser incorporado a los suelos en campos de cultivos para aumentar su fertilidad y estabilidad, y para secuestrar carbono a medio y largo plazo. El biochar ha proporcionado una mejora notable en suelos tropicales que muestran efectos positivos en el aumento de la fertilidad del suelo y en la mejora de la resistencia a las enfermedades en suelos de Europa Occidental.[57]
- El biochar favorece los procesos naturales: la biósfera captura CO
2, especialmente a través de la producción vegetal, pero solo una pequeña porción es secuestrada de manera estable para un tiempo relativamente largo (suelo, madera, etc.).
- La producción de biomasa para obtener biocombustibles y biochar para secuestro de carbono en el suelo es un proceso carbono negativo; por ejemplo, se remueve más CO
2 de la atmósfera del que se libera, habilitando de ese modo un secuestro a largo término.[58]

## Investigación
Actualmente se están llevando a cabo en todo el mundo intensivas investigaciones sobre los múltiples aspectos que se pueden aprovechar de la pirolisis y el biochar. Desde 2005 hasta 2012, se publicaron 1,038 artículos que incluían la palabra 'biochar' o 'bio-char' en el espacio que le ha sido indexado dentro de la ISI Web of Science. Trabajan en ello instituciones de todo tipo como la Universidad de Cornell, la Universidad de Edimburgo (donde se encuentra una de las unidades investigativas más dedicadas), y la Organización para la Investigación Agrícola (ARO) de Israel, Centro Volcani, donde se estableció una red internacional de investigadores enfocados en el biochar a principios de 2009 (iBRN, Israel Biochar Researchers Network Archivado el 9 de marzo de 2014 en Wayback Machine.).
Estudiantes del Instituto de Tecnología Stevens en Nueva Jersey están desarrollando supercondensadores que usan electrodos elaborados a partir de biochar. En un trabajo desarrollado por investigadores de la Universidad de Florida se están llevando a cabo procesos que remueven los fosfatos del agua, producen gas metano aprovechable como combustible y un carbono cargado de fosfato que resulta óptimo para enriquecer el suelo.

## Sector comercial emergente
Según cálculos la reducción de emisiones puede ser del 12 al 84% mayor si el biochar es reincorporado en el suelo en lugar de quemarse para uso como combustible fósil. Por lo tanto el secuestro con biochar ofrece una oportunidad para mover la bioenergía hacia una industria de carbono negativo.
Johannes Lehmann de la Universidad de Cornell, estima que la pirolisis puede ser costo-efectiva para una combinación de secuestro y producción de energía cuando el costo de una tonelada de CO
2 alcanza los $37. Desde mediados de febrero de 2010 el CO
2 se está tasando a $16.82/tonelada en la European Climate Exchange (ECX), de modo que emplear la pirolisis para la producción de bioenergía puede ser factible incluso si es más costosa que el combustible fósil.
Los actuales proyectos con biochar no generan un impacto significativo sobre el presupuesto global de carbono, aunque en la expansión de esta técnica se viene fomentando como un enfoque geoingenieril. En mayo de 2009 el Fondo Biochar recibió una concesión del Fondo para los Bosques de la Cuenca del Congo con el fin de adelantar un proyecto en África central que busca, de manera simultánea, detener la deforestación, incrementar la seguridad alimentaria de las comunidades rurales, proveer energía renovable y secuestrar carbono.[cita requerida]
Tasas de aplicación entre 2,5 y 20 toneladas por hectárea parecen ser la cantidad requerida para lograr mejoras significativas en los campos con cultivos. Los costos del biochar en países desarrollados varían de $300–7000 por tonelada, generalmente demasiado altos para el agricultor/horticultor y de momento prohibitivos en cultivos de certificación orgánica. En países en vía de desarrollo, las restricciones sobre el biochar con fines agrícolas se relacionan más con la disponibilidad de biomasa y el tiempo de producción. Una alternativa es usar pequeñas cantidades de biochar en complejos de bajo costo para biochar y fertilización.
Varias compañías en Norteamérica, Australia e Inglaterra, ya están vendiendo biochar o unidades para producirlo.[cita requerida]
En 2009, en una conferencia internacional sobre biochar se presentó una unidad móvil de pirolisis para aplicaciones agrícolas con alimentación específica de 450 kg. La unidad tenía 3,6 m de largo por 2,1 m de altura.
En agosto de 2009, tras algunas pruebas y un arranque inicial, se abrió una unidad de producción en Dunlap, Tennessee, a cargo de la corporación Mantria, pero luego fue apagada como parte de una investigación por esquema Ponzi.